# Abel Laudonio
Abel Ricardo Laudonio  (ur. 30 sierpnia 1938 w Buenos Aires, zm. 12 sierpnia 2014) – argentyński bokser kategorii lekkiej. W 1960 roku podczas letnich igrzysk olimpijskich w Rzymie zdobył brązowy medal. W 1961 roku walczył o tytuł zawodowego mistrza Ameryki Południowej z Nicolino Locche. Walkę przegrał w wyniku decyzji sędziowskiej.